# Estrato espinoso

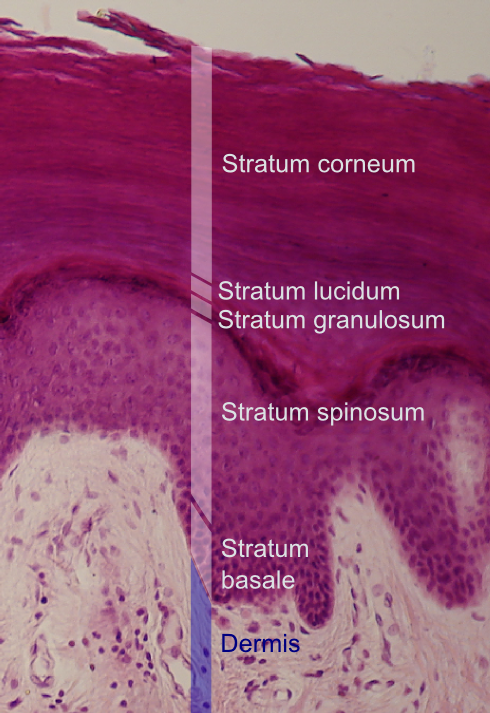
Imagen histológica que muestra una sección de epidermis. Estrato espinoso marcado ligeramente por debajo del centro.

El estrato espinoso o stratum spinosum (o capa espinosa/capa de células espinosas) es una capa de la epidermis que se encuentra entre el estrato granuloso y el estrato basal. Esta capa está compuesta por queratinocitos poliédricos.

## Características
La epidermis se divide para su estudio, en capas o estratos:
- Estrato córneo (Stratum corneum) es el más externo (superficial)
- Estrato lúcido (Stratum lucidum)
- Estrato granuloso (Stratum granulosum)

- Estrato espinoso (Stratum spinosum)

- Estrato basal (Stratum basale)

En el estrato espinoso los queratinocitos poliédricos se unen mediante desmosomas. Su aspecto espinoso se debe a la contracción de los microfilamentos entre los desmosomas que se produce cuando se tiñen con tinción hematoxilina-eosina. La queratinización comienza en el estrato espinoso, aunque los queratinocitos reales comienzan en el estrato basal.

Tienen núcleos grandes que se tiñen de color pálido, ya que son activos en la síntesis de proteínas fibrilares, conocidas como citoqueratina, que se acumulan dentro de las células y se agregan para formar tonofibrillas. Las tonofibrillas pasan a formar los desmosomas, que permiten que se formen fuertes conexiones entre los queratinocitos adyacentes. El estrato espinoso también contiene células de Langerhans.

## Significación clínica
La hiperplasia difusa del estrato espinoso se denomina acantosis. Esto implica un mayor espesor de la capa de Malpighi (estrato basal y estrato espinoso), que en la mayoría de los casos se asocia con un aumento del número de queratinocitos.

## Imágenes Adicionales

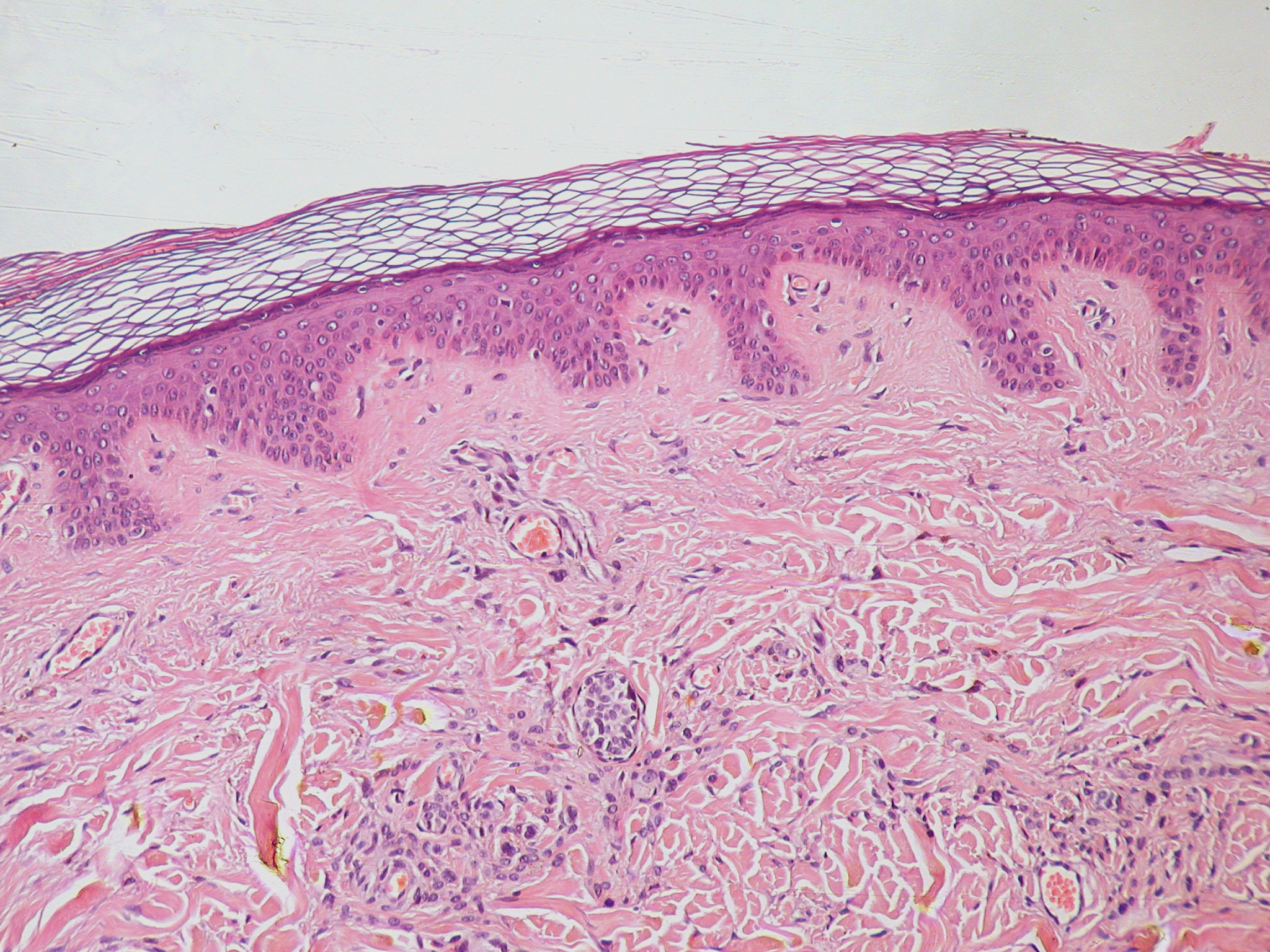
Epidermis y dermis de la piel humana
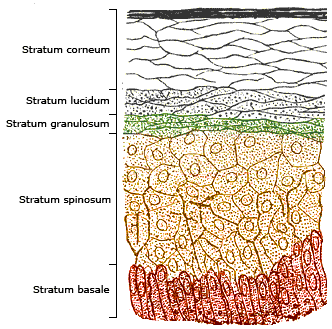
Sección de epidermis